# Francisco Vales Villamarín
Francisco Vales Villamarín (Betanzos, La Coruña, 7 de mayo de 1891 - id., 25 de agosto de 1982) fue un historiador y profesor español, secretario perpetuo de la Real Academia Gallega y cronista oficial de Betanzos.

## Biografía
Estudió magisterio en Santiago de Compostela, con un brillante expediente, por lo que se le concedió Premio Extraordinario "Fin de Carrera", ingresando como Maestro de enseñanza oficial, por Oposición libre, en la que obtendría el primer lugar del escalafón. Impartió clases, primero, en Boebre (Puentedeume) y más adelante en La Coruña (barriada de Los Castros), en donde permaneció desde diciembre de 1918, hasta su jubilación en 1961. Igualmente, fue secretario particular de la escritora Emilia Pardo Bazán.
En 1917 funda la "Irmandade da Fala" de Betanzos, que presidiría durante años, organizando unos Juegos Florales, en los que intervendría como Mantenedor don Juan Vázquez de Mella. Funda también, en 1926, el Museo Pedagógico Regional de La Coruña, del que sería secretario y bibliotecario. En 1940 es distinguido con el cargo honorífico de cronista oficial de la ciudad de Betanzos, donde fundaría y dirigiría el "Anuario Brigantino", publicación que desde 1948 recoge anualmente artículos de historia, etnografía, antropología, bellas artes...
En 1957 le es impuesta la medalla de plata de su ciudad natal, de la que es nombrado hijo predilecto en 1980. Igualmente, ha recibido la medalla al mérito en el trabajo, así como la encomienda de la Orden de Alfonso X el Sabio.
Entre otros cargos, fue Secretario perpetuo de la Real Academia Gallega y numerario de la Real Academia de Bellas Artes Nuestra Señora del Rosario, miembro correspondiente de la Real Academia de la Historia, así como de otras varias Corporaciones Académicas españolas e hispanoamericanas. Asimismo, recibió el premio vitalicio de la Fundación Pedro Barrié de la Maza. Falleció en su ciudad natal el 25 de agosto de 1982, tras haber escrito decenas de trabajos de investigación entre los que destacan los dedicados a la historia de la comarca brigantina.
| Predecesor: Desconocido | Cronista Oficial de Betanzos 1940 - 1982 | Sucesor: José Raimundo Núñez |